# Ridha Behi
Ridha Béhi (in arabo: رضا الباهي; Kairouan, 7 agosto 1947) è un regista, sceneggiatore e produttore cinematografico tunisino.

## Biografia
Ridha Béhi nasce a Kairouan in Tunisia. A partire dagli anni sessanta si dedica al cinema e alla televisione scrivendo, dirigendo e producendo sia fiction che documentari. Nel 1975 il suo primo lungometraggio Soleil des hyènes è selezionato alla Quinzaine des Réalisateurs di Cannes.
Nel 1994 vince con Hirondelles ne meurent pas à Jérusalem il premio della Critica Internazionale alle Journées Cinematographiques de Carthage e, nel 2002, con La boîte magique, il premio Speciale della Giuria.
I suoi film sono presentati negli anni a festival cinematografici internazionali tra cui il Festival di Cannes, Venezia e Toronto.

## Filmografia
- La femme statue, cortometraggio, 1972
- Seuils interdits, lungometraggio, 1975
- Soleil des hyènes, lungometraggio, 1980
- The Dows, documentario, 1980
- Les pêcheurs de perles, documentario, 1983
- Les Angels, lungometraggio, 1986
- Champagne amer, lungometraggio, 1994
- Hirondelles ne meurent pas à Jérusalem, lungometraggio, 2002
- La boîte magique, lungometraggio, 2006
- Portraits de cinéastes, documentario, 2007
- Portraits de cinéastes 2, documentario, 2008
- Portraits de cinéastes 3, documentario, 2011
- Always Brando, lungometraggio, 2011
- L'isola del perdono (L'île du Pardon) 2022